# リスデキサンフェタミン
リスデキサンフェタミン（英: Lisdexamfetamine、L-リシン-D-アンフェタミン）は、デキストロアンフェタミンのプロドラッグであり、主に小児期における注意欠如・多動性障害（ADHD）でメチルフェニデートやストラテラに代わって使われる。また、成人期における中重度の過食性障害（BED）の治療に使われる薬剤である。
リスデキサンフェタミンメシル酸塩として調製され、北米・豪州・イスラエルでの商品名はVyvanse（シャイアー）、日本ではビバンセ（武田薬品工業）である。本剤は、経口投与により小腸から吸収され、赤血球のアルギニルアミノペプチダーゼによりデキストロアンフェタミン（アンフェタミンのD型異性体）とL-リシンに加水分解される。この変換は徐々に起こるため、活性体であるデキストロアンフェタミンの急激な血中濃度上昇を抑制するとともに、血中濃度を持続的に維持することが出来る。デキストロアンフェタミンはノルアドレナリンおよびドーパミンの放出促進と再取り込み阻害によって中枢神経に作用する。
デキストロアンフェタミンは向精神薬（精神刺激薬）であり、そのプロドラッグであるリスデキサンフェタミンは、英国ではクラスB/スケジュールII薬物、米国ではスケジュールII規制薬物、日本では覚せい剤原料に指定されている。

## 先進国の成人のADHDへの適応状況
VyvanseやElvanseなどの商品名で販売されているリスデキサムフェタミンは、いくつかの国で成人の注意欠陥／多動性障害（ADHD）の治療に適応がある。以下の国々で成人のADHDに対するリスデキサムフェタミンの適応が認められている：
1.米国-リスデキサムフェタミンは2007年2月に米国食品医薬品局（FDA）により成人のADHD治療薬として承認された。
2.カナダ - カナダ保健省は2009年8月、成人のADHD治療薬としてリスデキサムフェタミンを承認した。
3.ブラジル - リスデキサムフェタミンはVenvanseという商品名で成人向けに販売されている。
4.英国-英国医薬品・ヘルスケア製品規制庁（MHRA）は、エルバンセ・アダルトの欧州DCPに参加し、成人のADHD患者に対する使用可能性を示しました。
5.デンマーク-エルバンセ・アダルトの欧州DCPに参加し、成人ADHD患者への使用が可能であることを示しました。
6.スウェーデン - 欧州のエルバンセ成人用DCPに参加し、成人ADHD患者への投与が可能であることを示す。また、リスデキサムフェタミンは2015年にスウェーデンで成人用として承認された。
7.スイス - リスデキサムフェタミンは成人のADHD治療薬として承認されており、特に2014年時点では55歳以下の成人を対象としている。
8.ノルウェー - リスデキサムフェタミンは2014年9月から販売され、2018年5月から成人に対して承認された。
9.フィンランド - 成人におけるLDXの広範な使用が観察され、この年齢層で使用可能であることを示している。
これらの国では、リスデキサムフェタミンを成人のADHDの治療選択肢として認めており、これは成人のADHDが適切な医学的介入を必要とする疾患として受け入れられつつあることを反映している。これらの国々におけるリスデキサムフェタミンの承認と入手可能性は、ADHDに苦しむ成人に効果的な治療選択肢を提供し、彼らの生活の質を向上させ、症状を効果的に管理することを目指す、より広範な取り組みの一環である。

## 副作用
最も多く見られる副作用は食欲減退 (79.1%)で、次に不眠 (45.3%)、体重減少 (25.6%)の順である。稀にレイノー現象、幻覚や攻撃性、霧視 (目のかすみ)、痙攣や好酸球性肝炎、呼吸困難が起こる。